# Gefecht bei Claye
Frühjahrsfeldzug 1813
Lüneburg – Möckern – Halle – Großgörschen – Gersdorf – Bautzen – Reichenbach – Nettelnburg – Haynau – Halberstadt – Luckau
Herbstfeldzug 1813

Großbeeren – Katzbach – Dresden – Hagelberg – Kulm – Dennewitz – Göhrde – Altenburg – Wittenberg – Wartenburg – Liebertwolkwitz – Leipzig – Torgau – Hanau – Hochheim – Danzig
Winterfeldzug 1814

Épinal – Colombey – Brienne – La Rothière – Champaubert – Montmirail – Château-Thierry – Vauchamps – Mormant – Montereau – Bar-sur-Aube – Soissons – Craonne – Laon – Reims – Arcis-sur-Aube – Fère-Champenoise – Saint-Dizier – Claye –  Paris
Sommerfeldzug von 1815

Quatre-Bras – Ligny – Waterloo – Wavre – Paris
Das Gefecht bei Claye, auch Schlacht bei Claye-Souilly (fr: Bataille de Claye) fand am 28. März 1814 im Zuge des Sechsten Koalitionskrieges während des Feldzuges in Frankreich statt. Das Geschehen endete mit einem geordneten französischen Rückzug vor den nachdrängenden preußischen Vorhuten unter General von Katzler.

## Vorgeschichte
Nach der Schlacht bei Fère-Champenoise am 25. März 1814 setzten die Alliierten mit den preußischen Corps York und Kleist die Verfolgung der Franzosen in Richtung auf Paris fort. Die geschlagenen Franzosen zogen sich auf La Ferte Gaucher zurück.
Nur dem General Compans war es mit 1000 Mann Infanterie, etwas Kavallerie und Kriegsmaterial gelungen vor den Preußen in La Ferte Gaucher zu sein.
Mit den Truppen der Koalition hinter sich, bewegte sich eine französische Abteilung in Richtung Paris auf die Marne zu. Nach einem Scharmützel bei Trilport zogen sich die französischen Truppen nach Meaux zurück. In Trilport verstärkte der General Ledru mit 4000 Mann Infanterie und 950 Mann Kavallerie die Franzosen.
Am 27. März erschien es den französischen Generälen nicht mehr möglich Meaux zu verteidigen, denn es gelang der Division Horn eine Pontonbrücke über die Marne zu schlagen.
Am Abend wurde der Abzug in Richtung Claye und Villeparisis befohlen. Die Nachhut unter dem Général Vincent zerstörte einen Teil des Faubourg de Paris indem sie das dortige Pulvermagazin in die Luft sprengten. Am 28. März setzte das restliche preußische Corps über die Marne.

## Eingesetzte Kräfte
Die französischen Truppen bestanden aus 4.700 Mann, davon 3.000 Infanteristen und Artilleristen und 1.700 Kavalleristen. Der Verband führte 18 Kanonen mit sich und wurde von den Generalen Compans und Ledru geführt.
Die Vorhut der Schlesischen Armee unter dem Kommando von General von Katzler bestand aus 4.500 Infanteristen und Artilleristen, sowie 1.900 Kavalleristen. Sie führten 16 Kanonen mit sich.

## Die Schlacht
Nachdem die Franzosen am Abend Claye verlassen hatten, erschien eine Kolonne unter dem Général Guye aus Paris zur Verstärkung.
Stark von den nachrückenden Preußen des General von Katzler bedrängt, entschied sich der französische Befehlshaber Général Compans, auf Grund der erhaltenen Verstärkung dann doch zum Versuch, die Preußen aufzuhalten. Nachdem das Dorf evakuiert worden war, richteten sich die Franzosen hinter Claye zur Verteidigung ein. Die preußische Infanterie war bald darauf in das Dorf eingedrungen und rückte weiter vor. Général Compans befahl daraufhin eine Kavallerieattacke über die freie Fläche, die bei den angreifenden Infanteristen erhebliche Verluste beibrachte. 300 Mann waren gefallen oder verwundet und eine Anzahl gefangen genommen. Die restlichen Angreifer zogen sich daraufhin überstürzt nach Claye zurück.
General Compans entschied sich daraufhin, etwas weiter östlich vor dem bois de Montsaigle, dem Bois de Claye (französisch bois ‚Wald‘), Morfondé und dem Bois Voisins neue Stellungen zu beziehen. Die Ferme de Gros-Bois (französisch Ferme ‚Bauernhof‘) wurde besetzt.
Die Preußen gingen dann wieder auf Claye vor durchquerten es und entwickelten sich links der Route d’Allemagne oberhalb des Dickichts von Gros-Bois zur Gefechtsordnung. Die Kavallerie erschien ebenfalls und stellte sich mit Teilen auf der Grand route (heute „Route nationale 3“) auf. Auf dem linken Flügel befand sich die Infanterieabteilung von Klüx, Kavallerie unter General Zieten besetzte die Höhen von Le Pin, mit der Absicht, die französischen Linien zu umgehen.
Das Gefecht zwischen dem Bois de Montsaigle und dem Gros-bois zog sich längere Zeit dahin. Nachdem die Preußen Verstärkungen aus dem Korps Kleist erhalten hatten, die sich vor Souilly positionierten, zog sich Général Compans weiter auf Villeparisis zurück und bezog dort eine neue Abwehrstellung.
Die Fermes de Morfonde und Monzaigle sowie der Bois Mulot und der Bois Mony waren von den Franzosen besetzt. Zwei Bataillone wurden nach links dirigiert, wo sie durch den Weg nach Le Pin vordrangen und die dortige Ferme umgingen. Zwei andere Bataillone griffen die Preußen durch den Gros-bois an. Gleichzeitig gerieten die beiden preußischen Bataillone, die die französische Abwehrstellung angriffen in schweres Abwehrfeuer. Das Bataillon, das die Ferme de Monzaigle verteidigt hatte, zog sich erst nach heftiger Gegenwehr zurück. Dennoch gingen 3 Offiziere und 200 Mann in Gefangenschaft.

## Ausgang
Trotz des hartnäckigen Widerstandes der Verteidiger fiel eine Abwehrposition nach der anderen in die Hände der Angreifer. Général Compans blieb daher nichts anderes übrig, als seine Truppen in guter Ordnung nach Villeparisis zurückzunehmen. Nachdem es auch hier zu Kämpfen gekommen war, musste Compans auch diesen Ort aufgeben und sich nach Bondy zurückziehen. Dabei ließ er eine Nachhut bei Vert-Galant zurück.